# Прелюбище
Прелюбище или Прелюбища (изписване до 1945 Прѣлюбище/Прѣлюбища, на македонска литературна норма: Прељубиште; на албански: Prelubishti, Прелубищи) е село в Северна Македония, в община Йегуновце.

## География
Селото е разположено в областта Долни Полог на левия бряг на Вардар.

## История
В османски данъчни регистри на немюсюлманското население от вилаета Калканделен от 1626-1627 година Прелюбище е отбелязано като село с 54 джизие ханета (домакинства).
В края на XIX век Прелюбище е българско село в Тетовска каза на Османската империя. Според статистиката на Васил Кънчов („Македония. Етнография и статистика“) в 1900 година Прѣлюбища има 112 жители българи християни.
По данни на секретаря на Българската екзархия Димитър Мишев („La Macédoine et sa Population Chrétienne“) в 1905 година всичките 144 християнски жители на Трелюбища са българи екзархисти.
Според Афанасий Селишчев в 1929 година Прелюбище е село в Шемшевска община и има 17 къщи с 239 жители българи.
Според преброяването от 2002 година Прелюбище има 367 жители.
| Националност | Всичко |
| македонци    | 270    |
| албанци      | 92     |
| турци        | 0      |
| роми         | 4      |
| власи        | 0      |
| сърби        | 1      |
| бошняци      | 0      |
| други        | 0      |

## Личности
Родени в Прелюбище
- Ристе Стойков, четник от ВМОРО, загинал през Илинденското въстание.[6]
- Темелко Петров, четник от ВМОРО, загинал през Илинденското въстание.[6]